# 海の向こうで暮らしてみれば
『海の向こうで暮らしてみれば』（うみのむこうでくらしてみれば）は、1995年10月1日から1996年5月5日まで、TBS系列で放送されていたヒューマンドキュメンタリー番組である。毎日放送と創都の共同制作。毎週日曜11:00 - 11:30（JST）。

## 概要
海外に在住する女性をスポットに当てたヒューマンドキュメンタリー番組として放送された。改編期前の1996年5月に終了した。

## テーマ曲
- OP「WOMAN」ジョン・レノン
- 前期ED「Fly Baby Fly」プリンセス・プリンセス
- 後期ED「STYLISH WOMAN」米米CLUB

## 出演者
- 別所哲也（案内役）[1]
- 田中広子 （案内役）[1]
- 磯部弘（ナレーション）